# Whitehead (Maine)
Whitehead ist der viertälteste Leuchtturm des Bundesstaates Maine in den USA. Er wurde 1804 an der Südostseite von Whitehead Island als 29 ft (ca. 9 m) hohes Gebäude aus Bruchstein errichtet. Er markiert die Westseite des südlichen Zugangs zum Muscle Ridge Channel und somit zum Hauptzugang zur westlichen Penobscot Bay. 
Die Bedeutung der Errichtung eines Leuchtturmes an dieser Stelle ergibt sich aus einer Zählung, bei welcher der Leuchtturmwärter Joshua Bartlett 1842 über einen Zeitraum von drei Monaten 2.397 Schiffspassagen zählte. Um 1870 hatte sich diese Zahl auf etwa 100 Schiffe je Tag erhöht. Das ursprüngliche Gebäude wurde 1852 durch das heute noch existierende Gebäude aus weißen Granitblöcken ersetzt; die Automatisierung erfolgte 1982. 
Seit 1997 wird die Anlage durch Pine Island Camp betrieben; deren Programm für Jugendliche sichert die Restaurierung und Erhaltung des Objekts. Etwa 75 ft. (ca. 24 m) oberhalb des Meeresspiegels lässt Whitehead Light ein grünes Licht sehen. Von der Spruce Head Point Road kann man den Leuchtturm über eine Distanz von 1,2 Meilen (ca. 2 km) in südsüdwestlicher Richtung betrachten. Saisonal verkehrt von Camden die Lively Lady Too, welche Whitehead Island im Rahmen von Ausflugsfahrten ansteuert.